# セルジオ・ブアルキ・ヂ・オランダ
セルジオ・ブアルキ・ヂ・オランダ（またはセルジオ・ブアルケ・デ・オランダ、Sérgio Buarque de Holanda、1902年7月11日 - 1982年4月24日）は、ブラジルの著述家。
サンパウロ生まれ。主著『ブラジルの根源（Raízes do Brasil）』（1936年、邦訳『ブラジル人とは何か―ブラジル国民性の研究』1976年、1993年）を通してブラジル人の特性やその由来を歴史学、社会学、文化人類学的に考察。ナショナル・アイデンティティを提唱し、国民的支持を博す。1958年からサンパウロ大学の教授を務めた。
ピアニストの妻との間に、歌手でジョアン・ジルベルトの元妻として知られるミウシャ、その弟に有名な音楽家シコ・ブアルキ、サンビスタのクリスチーナ・ブアルキなど、7人の子供がいる。